# Ariagner Smith
Ariagner Steven Smith Medina (Somoto, Madriz, 13 de diciembre de 1998) es un futbolista profesional nicaragüense que juega como delantero en el F. K. Panevėžys de la A Lyga.

## Trayectoria
Comenzó a jugar desde niño, cuando fue descubierto por entrenadores del fútbol nicaragüense, quienes gestionaron invitaciones para hacer pruebas en varios equipos de Nicaragua. Fue fichado por el Real Estelí FC, donde realizó toda su etapa formativa y en 2014 debutó con el primer equipo.
En 2015 interesó a reclutadores del Udinese de Italia y fue invitado a hacer una prueba; sin embargo, el equipo italiano no se mostró interesado en hacerse con sus servicios. En 2016 volvió para jugar con el Real Estelí, aun así se manejaba que en cualquier momento saldría al extranjero.
El 1 de marzo de 2018 llegó a un acuerdo con el FK Spartaks Jūrmala de Letonia, donde jugó con el dorsal número 13.

## Selección nacional
Ha sido internacional con la selección de Nicaragua en cuatro ocasiones.

### Goles internacionales
Resumen de goles con la selección de Nicaragua. No se incluyen goles con las selecciones sub-20 y sub-23.
- Clasificación para la Copa Mundial de Fútbol 2 goles

- Copa de Oro 0 goles

- Copa Centroamericana 0 goles

- Amistosos 0 goles

- Goles totales: 2 goles

| Núm. | Fecha      | Estadio, Ciudad y País                                    | Oponente              | Goles | Resultado | Competencia                                                                     |
| ---- | ---------- | --------------------------------------------------------- | --------------------- | ----- | --------- | ------------------------------------------------------------------------------- |
| 1    | 27/03/2021 | Estadio Panamericano, San Cristóbal, República Dominicana | Islas Turcas y Caicos | 2     | 0–7       | Primera ronda, Clasificación de Concacaf para la Copa Mundial de Fútbol de 2022 |

## Clubes
| Club                            | País        | Año       |
| ------------------------------- | ----------- | --------- |
| Real Estelí                     | Nicaragua   | 2014-2018 |
| F. K. Spartaks Jūrmala          | Letonia     | 2018-2019 |
| Qizilqum Zarafshon              | Uzbekistán  | 2019      |
| Lokomotiv Tashkent              | Uzbekistán  | 2019-2020 |
| F. K. Spartaks Jūrmala          | Letonia     | 2020-2022 |
| F. C. Sputnik Rechitsa (cedido) | Bielorrusia | 2021      |
| F. C. Veles Moscú (cedido)      | Rusia       | 2021-2022 |
| F. K. Panevėžys (cedido)        | Lituania    | 2022      |
| F. K. Panevėžys                 | Lituania    | 2023-     |

## Palmarés

### Títulos nacionales
| Título                    | Club            | País      | Año  |
| ------------------------- | --------------- | --------- | ---- |
| Liga Primera de Nicaragua | Real Estelí     | Nicaragua | 2016 |
| Liga Primera de Nicaragua | Real Estelí     | Nicaragua | 2017 |
| A Lyga                    | F. K. Panevėžys | Lituania  | 2023 |